# Ogooué-Lolo
Ogooué-Lolo er en af Gabons ni provinser, der ligger i den sydøstligt-centrale del af landet. Regionshovedstaden er Koulamoutou, en by med cirka 16.000 indbyggere. Det er den niendestørste by i Gabon og hjemsted for lidt mere end en tredjedel af provinsens befolkning.
Mod syd grænser Ogooué-Lolo op til Niari-regionen i Republikken Congo. Indenrigs grænser det op til følgende provinser:
- Ngounié – vest-sydvest
- Moyen-Ogooué – nordvest, (ved firepunktsgrænsen)
- Ogooué-Ivindo – nord og nordvest
- Haut-Ogooué – øst

## Departmenter
Ogooué-Lolo er inddelt i 4 departementer:
- Lolo-Bouenguidi (departement) (Koulamoutou)
- Lombo-Bouenguidi (departement) (Pana)
- Mouloundou (departement) (Lastoursville)
- Offoué-Onoye (departement) (Iboundji)